# Urmas Välbe
Urmas Välbe né le 8 novembre 1966 à Antsla est un fondeur estonien, qui a commencé sa carrière sous les couleurs soviétiques.

## Biographie
Il s'est marié avec la fondeuse à succès Elena Välbe et a divorcé en 1997, même s'il restent en contact. Il est occupe ensuite un rôle d'accompagnateur dans l'équipe estonienne de ski.
Urmas Välbe qui représente le Dünamo Tallinn, fait ses débuts dans la Coupe du monde en janvier 1989 à Kavgolovo, où il prend la dixième place sur le quinze kilomètres classique. Deux ans plus tard, il est neuvième d'un trente kilomètres libre à Falun, son meilleur résultat dans la compétition.
Il compte ensuite deux participations aux Jeux olympiques, à Albertville en 1992 et à Lillehammer en 1994, sa dernière compétition majeure. Son meilleur résultat individuel est 28e sur le dix kilomètres en 1992.
Il a aussi remporté le championnat d'Europe de skis à roller en 1992 sur une distance de 28 kilomètres et remporté 11 titres de champion d'Estonie de ski de fond, obtenant aussi des podiums en VTT et ski alpin.

## Palmarès

### Jeux olympiques
| Épreuve / Édition | Albertville 1992 | Lillehammer 1994 |
| 10 km             | 28e              | 42e              |
| 25 km Poursuite   | 41e              | Abandon          |
| 30 km             | 33e              | 41e              |
| Relais 4 × 10 km  | 10e              |                  |

### Coupe du monde
- Meilleur classement général : 35e en 1991.
- Meilleur résultat individuel : 9e.

#### Différents classements en Coupe du monde
| Année     | Classement général final |
| 1988-1989 | 46e                      |
| 1990-1991 | 35e                      |
| 1993-1994 | 76e                      |